# Амио, Жан Батист

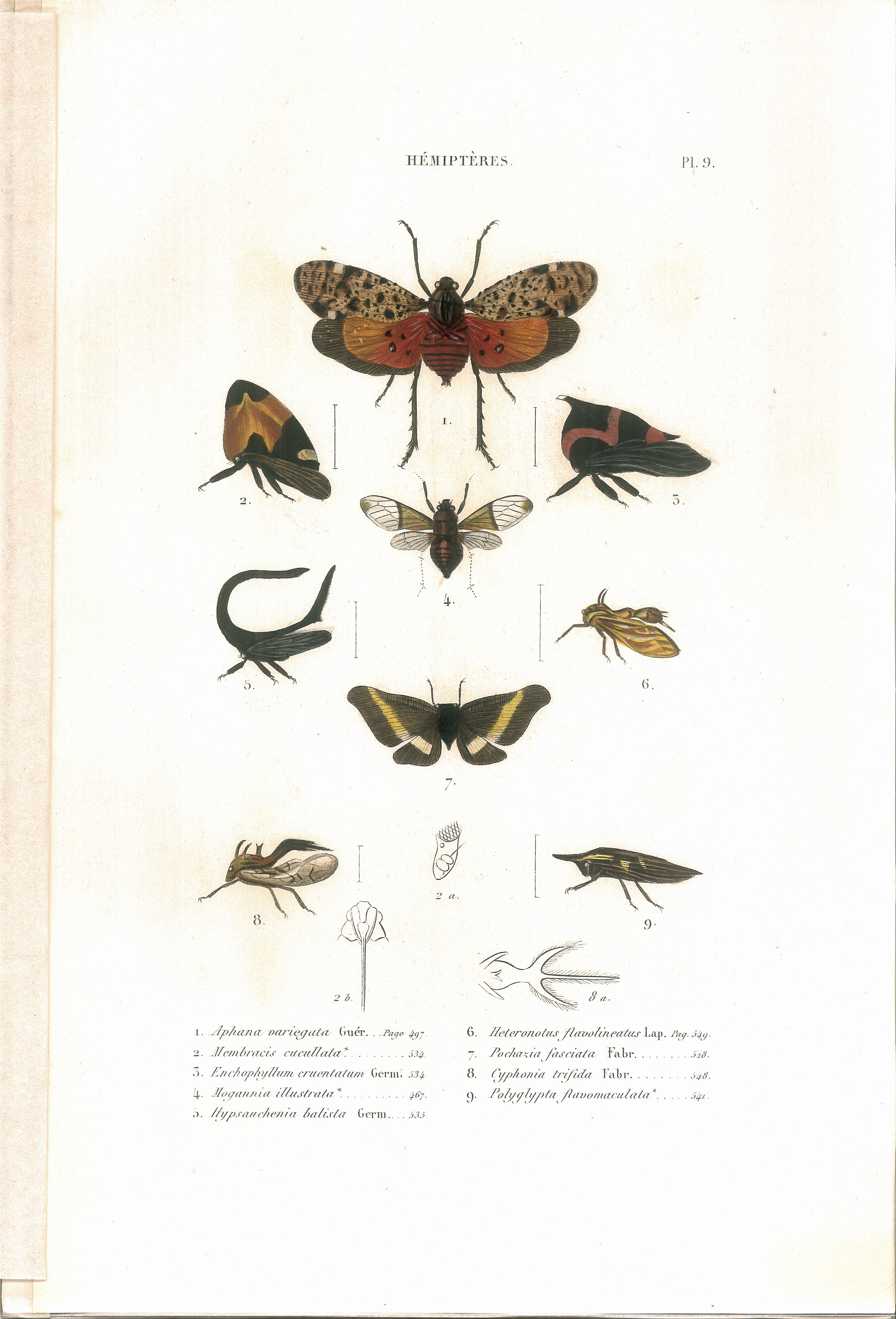
Иллюстрации из книги Амио «Histoire naturelle des insectes hémiptères» («Естественная история насекомых-Hemiptera»)

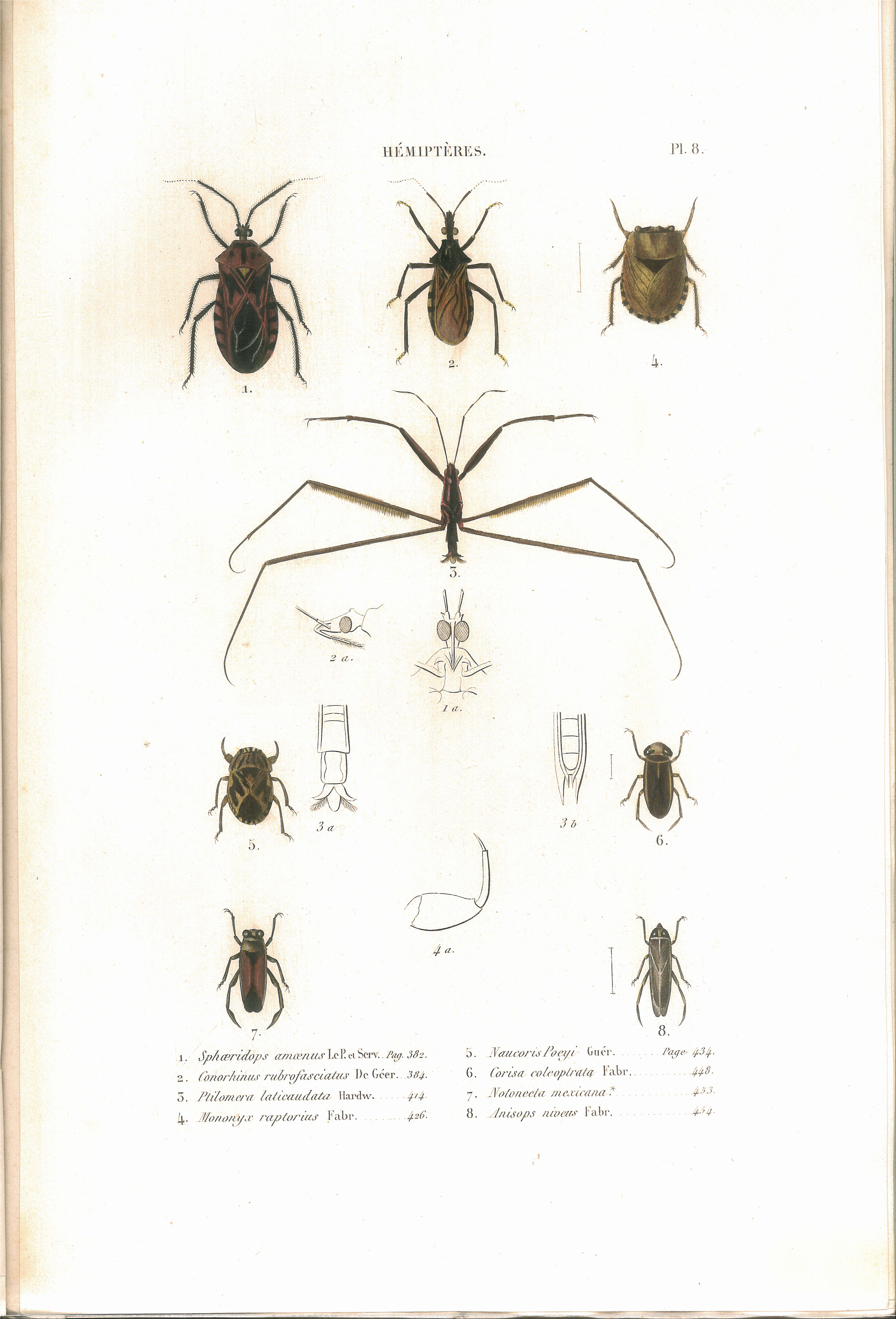
Иллюстрации из книги Амио «Histoire naturelle des insectes hémiptères» («Естественная история насекомых-Hemiptera»)

Шарль Жан Батист Амио (фр. Charles Jean-Baptiste Amyot; 23 сентября 1799, Вендрев — 13 октября 1866, Париж) — французский энтомолог, юрист. Известный исследователь Полужесткокрылых .
Ученик известного Жана Гийома Одине-Сервиля, изучал морфологию и систематику почти всех отрядов насекомых, преимущественно, полужесткокрылых. Именно Одине-Сервиль посоветовал Амио специализироваться на Hemiptera, которые в то время игнорировались серьёзными энтомологами.
В 1822 году Амио стал адвокатом, но продолжал изучать Hemiptera. В 1833 году опубликовал работу по гражданскому праву «Institutes, ou Principes des lois civiles» («Институты или принципы гражданского права»).
В 1843 году вместе с Одине-Сервилем он опубликовал «Histoire naturelle des insectes hémiptères» («Естественная история насекомых-Hemiptera»).
Кроме того, Амио также интересовался прикладной энтомологией и написал несколько публикаций, посвященных вредителям насекомых, и о методах борьбы с ними.
В 1848 году Амио стал президентом Энтомологического общества Франции (Société entomologique de France), где он для целей классификации аргументировал свою мономическую номенклатуру.
Особенного внимания заслуживают его монографии: «Histoire naturelle des Insectes. Hémiptères» (Париж, 1843) и «Entomologie française. Rhynchotes» (Париж, 1848).